# Opius eupatorii
Opius eupatorii är en stekelart som beskrevs av Fischer 1966. Opius eupatorii ingår i släktet Opius och familjen bracksteklar. Inga underarter finns listade i Catalogue of Life.